# Cabo Valdivia
El Cabo Valdivia (en noruego: Kapp Valdivia) es el punto más septentrional de la isla Bouvet, una isla subantártica administrada por Noruega. Se encuentra en el centro de la costa norte de la isla, inmediatamente al norte del Pico Olavtoppen, el punto más alto de la isla. Al oeste se encuentra el cabo Circuncisión, del que el Cabo Valdivia está separado por un tramo de cinco kilómetros de costa conocida como la Costa de Morgenstiern.
El cabo debe su nombre al buque alemán Valdivia, que fija la posición de la isla Bouvet en 1898.